# Zale nigrior
Zale nigrior là một loài bướm đêm trong họ Erebidae.